# ピャトナシュカ旅団

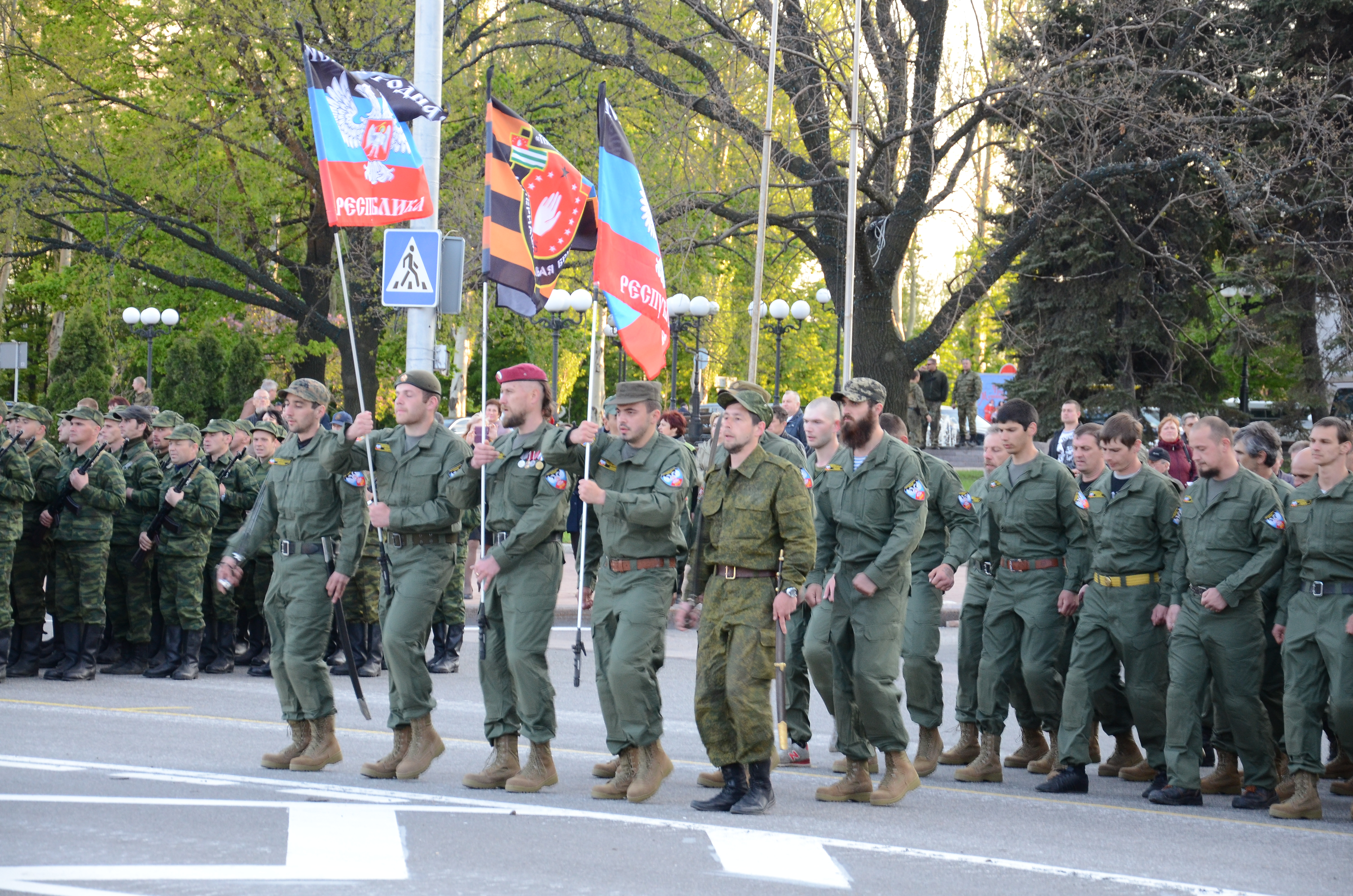
ピャトナシュカ旅団の兵士

国際旅団「ピャトナシュカ」（ロシア語: Интернациональная бригада «Пятнашка»）または ピャトナシュカ旅団 (ロシア語: Бригада «Пятнашка») は、ドネツク人民共和国で活動する外国人部隊である。
設立当初はドネツク人民共和国軍の一部だったが、現在は民間軍事会社の「ルドゥート」を通してロシア連邦軍の指揮下に置かれている。

## 概要
2014年、アブハジア出身のAkhra Avidzba(通称：アブハズ)により創設された。この旅団を編成する兵士の多くは北オセチアやアブハジアの親ロシア地帯に居住するグルジア人であり、部隊名は当初の戦闘員数が15人であったことにちなんでいた。
ピャトナシュカ旅団はドンバス戦争にて複数の戦線に参加し、2016年からはアヴディーイウカ方面に駐留していた。
その後、ピャトナシュカ旅団は2022年以降のロシアのウクライナ侵攻にも参加。同部隊の戦闘員たちはウクライナにて自動車の窃盗や民間人や捕虜に対する戦争犯罪で告発されている。 

## 戦闘員
ピャトナシュカ旅団にはグルジアの親ロシア派以外にセルビア、ロシア、中国、ウクライナ、アルメニア、アメリカ、イギリス、フランス、日本から義勇兵が参加している。
また、これら義勇兵の中には母国で犯罪を犯した者や極右が複数いることが確認されている(イギリス国民戦線の支持者やネオナチ、ブルターニュ地方独立運動に参加した元テロリスト、ロシアのバイカー、児童ポルノ所持などで起訴された元アメリカ空軍の兵士など)。多くの外国人戦闘員は母国に帰国した場合、組織犯罪、テロ、傭兵活動への関与で刑事訴追の対象となる。

## 編成
- 「夜の狼」ドローン分遣隊
- 「クルスキエ・ビチャズ」突撃大隊
- 特殊用途大隊
  - アルバート大隊(アルメニア人戦闘員で構成)